# シリコンバレーを抜け駆けろ!
『シリコンバレーを抜け駆けろ!』（The First $20 Million Is Always the Hardest）は、2002年のアメリカ映画。ポー・ブロンソンの同名小説を映画化。「99ドルのパソコンを作る」というプロジェクトに挑戦する天才プログラマーの姿を描いた作品。日本ではDVDが2006年に発売。

## スタッフ
- 監督：ミック・ジャクソン
- 製作：トレヴァー・アルバート
- 製作総指揮：ニール・A・マクリス、ハロルド・ライミス
- 原作：ポー・ブロンソン
- 脚本：ジョン・ファヴロー、ゲイリー・ティーチ
- 撮影：ロナルド・ヴィクター・ガルシア
- 音楽：マルコ・ベルトラミ、トム・ヒール

## キャスト
- アダム・ガルシア - アンディ
- ロザリオ・ドーソン - アリサ
- ジェイク・ビューシイ - ダレル
- エンリコ・コラントーニ - フランシス
- イーサン・サプリー - タイニー
- グレゴリー・ジュバラ
- ダン・バトラー
- リンダ・ハート
- チャンドラ・ウェスト
- ヘザー・ペイジ・ケント
- ポー・ブロンソン - チューバ奏者

## プロダクション
20世紀フォックスが1700万ドルで製作したが、1週間だけ2館のみの公開だったためか、興行収入はわずか5,491ドルで大惨敗した。
この映画のテスト上映時の仮題は "The Big Idea"。

## その他
- 日本国内では劇場未公開。2008年10月7日01:59から日本テレビ月曜洋画の枠で、また2010年8月5日フジテレビミッドナイトアートシアターの枠で、テレビ放送された。
- 原作：日本語訳（真崎義博）－角川書店、1999/08 ISBN 4042830013